# Maria Josepha Amalia của Sachsen
Maria Josepha Amalia của Sachsen (Maria Josepha Amalia Beatrix Xaveria Vincentia Aloysia Franziska de Paula Franziska de Chantal Anna Apollonia Johanna Nepomucena Walburga Theresia Ambrosia; 6 tháng 12 năm 1803 – 18 tháng 5 năm 1829) là Vương hâu Tây Ban Nha với tư cách là vợ thứ ba của Fernando VII của Tây Ban Nha. Maria Josepha Amalia là con gái út của Maximilian Maria của Sachsen (1759–1838) và người vợ đầu tiên là Carolina của Parma (1770–1804), con gái của Ferdinando I của Parma.